# Bacteria púrpura del azufre
Las cromatiales, conocidas como bacterias púrpuras del azufre o bacterias rojas del azufre, son un grupo de bacterias púrpuras, y como tales son capaces de realizar la fotosíntesis. Pertenecen al orden Chromatiales, clase             Gammaproteobacteria, filo Pseudomonadota y dominio Bacteria. Son bacterias anaerobias o microaerófilas (es decir, que requieren niveles de oxígeno menores a los que hay en la atmósfera) y se encuentran principalmente en manantiales sulfurosos (brotes de azufre) o en agua estancada. A diferencia de las plantas y algas, no usan agua como agente reductor, así que no producen oxígeno. En lugar de H2O usan H2S (sulfuro de hidrógeno) que, al oxidarse, produce gránulos de azufre, que se pueden volver a oxidar produciendo ácido sulfúrico.
Su fotosíntesis anoxigénica (y cíclica) utiliza bacterioclorofila, bacteriofeofitina (sin Mg2+), coenzima Q (el NADH+H entra en un flujo inverso de electrones), citocromo bc1, citocromo c2 hasta P870, que se excita con fotones infrarrojos y rojos. Viven también en la columna de agua y en el metalimnion. Además poseen carotenoides y no tienen ficobiliproteínas.
Las bacterias púrpuras de azufre se dividían tradicionalmente en dos grupos: Chromatiaceae y Ectothiorhodospiraceae, que producen gránulos de azufre internos y externos, respectivamente y presentan diferencias en la estructura de sus membranas internas. El género Halothiobacillus también se incluye en Chromatiales pero no es fotosintético.  
Las bacterias púrpuras del azufre se encuentran generalmente en las zonas anóxicas e iluminadas de los lagos y de otros hábitats acuáticos en donde el sulfuro del hidrógeno se acumula y también en manantiales sulfurosos donde brote el sulfuro de hidrógeno geoquímico o biológico. Las condiciones anóxicas son requeridas para la fotosíntesis; estas bacterias no pueden prosperar en ambientes oxigenados.
Los lagos más favorables para el desarrollo de las bacterias violeta del azufre son los meromícticos (en los que las capas de agua no se mezclan). Los lagos meromícticos estratifican porque tienen agua (generalmente salina) más densa en el fondo y menos densa (generalmente agua dulce) más cerca de la superficie. El azufre producido en los sedimentos se difunde hacia arriba en las aguas inferiores anóxicas, y aquí las bacterias púrpuras del azufre pueden formar masas densas de células, llamadas floraciones, generalmente en asociación con bacterias fototróficas verdes.

## Clasificación
El orden Chromatiales está dividido en 11 familias: 
| Chromatiaceae Bavendamm 1924             |
| Ectothiorhodospiraceae Imhoff 1984       |
| Granulosicoccaceae Lee et al. 2008       |
| Halorhodospiraceae Imhoff et al. 2023    |
| Halothiobacillaceae Kelly and Wood 2005  |
| Sedimenticolaceae Slobodkina et al. 2024 |
| Thioalkalibacteraceae Boden 2017         |
| Thioalkalispiraceae Mori et al. 2011     |
| Thioprofundaceae Kojima et al. 2017      |
| Wenzhouxiangellaceae Wang et al. 2015    |
| Woeseiaceae Du et al. 2016               |